# Süßen
Süßen è un comune tedesco di 10 254 abitanti, situato nel land del Baden-Württemberg.